# 洪銀姬
洪銀姬（1980年2月17日—），韓國女演員，名字常被譯為洪恩熙、洪恩姬或洪恩希。1998年MBC第27期演員班學員。丈夫為演員劉俊相。

## 影視作品

### 電視劇
- 1999年：MBC《獨家的你》
- 1999年：MBC《醫道》飾演 仁穆大妃
- 2000年：MBC《不是誰都能愛》
- 2002年：MBC《商道》飾演 洪美今
- 2002年：MBC《红豆女之戀》飾演 殷熙媛
- 2002年：SBS《射星》飾演 藝玲
- 2002年：MBC《Best劇場－4月的故事（朝鲜语：4월의_이야기）》
- 2003年：KBS《玫瑰籬笆（朝鲜语：장미_울타리）》飾演 尹志善
- 2005年：SBS《鑽石的眼淚（朝鲜语：다이아몬드의_눈물）》飾演 陳家熙
- 2005年：KBS《風之花（朝鲜语：바람꽃）》飾演 金英實
- 2007年：SBS《黃金新娘》飾演 姜元美
- 2008年：MBC《不要動搖》飾演 李琇賢
- 2009年：MBC《過得有滋有味》飾演 洪敬秀
- 2012年：KBS《順藤而上的你》（客串）
- 2012年：KBS《大王之夢》飾演 善德女王（因朴珠美受傷退出而接替此角）
- 2016年：MBC《工作媽媽，育兒爸爸》飾演 李美素
- 2018年：MBC《壞刑警》飾演 金海浚
- 2021年：KBS《Okay！光姐妹》飾演 李光南
- 2022年：SBS《我們從今天開始》飾演 吳恩蘭

### 電影
- 2016年：《恐怖故事3：來自火星的少女》

## 綜藝節目

### 綜藝主持
- KBS 《李洪烈、洪恩熙的餘裕滿滿》(2005年11月7日~2006年11月17日)
- MBC 《三仙女Talk》(2008年)
- MBC 《女性可以改變世界-神奇女俠》(2010年)
- MBC 《好日子》第4代 (2010年7月19日~2011年11月25日)
- tvN 《現場Talkshow Taxi（朝鲜语：현장_토크쇼_택시）》第4季 (2013年8月26日~至今)
- KBS 《2012年演技大賞》

### 綜藝嘉賓
- MBC 《黃金漁場》膝蓋道士 - 洪恩熙篇
- MBC 《真正的男人女軍特輯1》
- MBC 《神秘音樂秀：蒙面歌王》 藝人評審團 (2015年4月5日~2015年4月12日)

## 廣播節目
- MBC FM4U 《洪恩熙的音樂社區（朝鲜语：음악동네） 》 DJ (2010年7月5日~2011年10月23日)

## 獲獎
- 2008年：MBC演技大賞－連續劇部門 女子黃金演技賞（《不要動搖》）
- 2021年：KBS演技大賞－長篇電視劇部門 女子優秀演技賞（《Okay！光姐妹》）

## 腳註
1. ↑  .   [2014-06-02]. （原始内容存档于2020-04-04）.

## 外部連結
- NAVER
- 經紀公司Namoo Actors個人網頁 （页面存档备份，存于）
- 洪銀姬的X（前Twitter）
- 洪銀姬的Instagram帳戶